# Douville-en-Auge
Douville-en-Auge ist eine französische Gemeinde mit 221 Einwohnern (Stand 1. Januar 2022) im Département Calvados in der Region Normandie. Sie gehört zum Arrondissement Lisieux und zum Kanton Cabourg. Die Bewohner nennen sich die Douvillais.
Sie grenzt im Norden an Gonneville-sur-Mer, im Nordosten an Saint-Vaast-en-Auge, im Osten an Heuland, im Süden an Angerville und im Westen an Grangues.

## Bevölkerungsentwicklung
| Jahr      | 1962 | 1968 | 1975 | 1982 | 1990 | 1999 | 2008 | 2015 |
| --------- | ---- | ---- | ---- | ---- | ---- | ---- | ---- | ---- |
| Einwohner | 204  | 169  | 169  | 178  | 188  | 197  | 229  | 217  |

## Sehenswürdigkeiten
- Flurkreuz auf dem Militärfriedhof, seit 1927 als Monument historique ausgewiesen
- Kirche Saint-Blaise, seit 2000 Monument historique

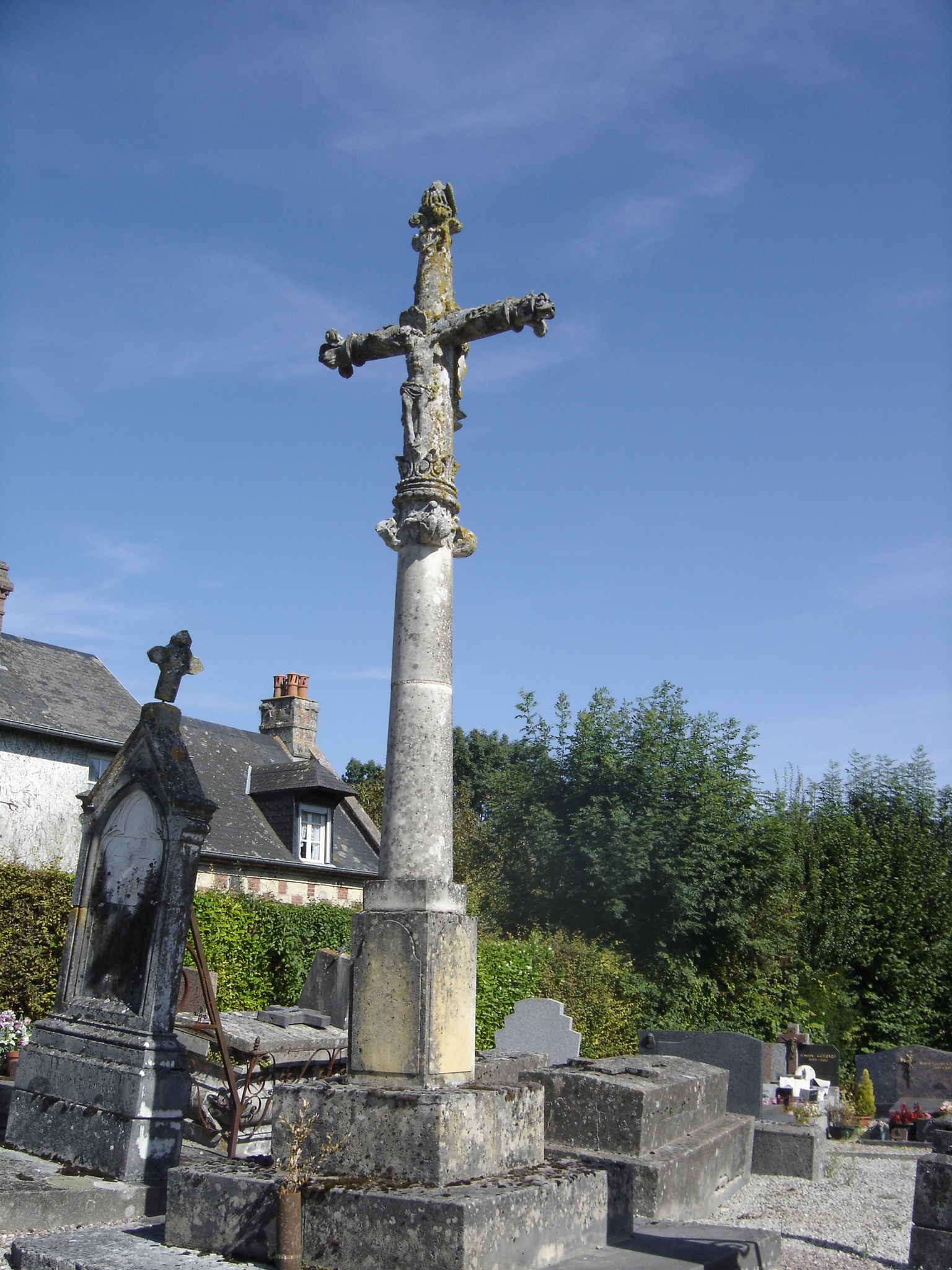
Flurkreuz auf dem Militärfriedhof
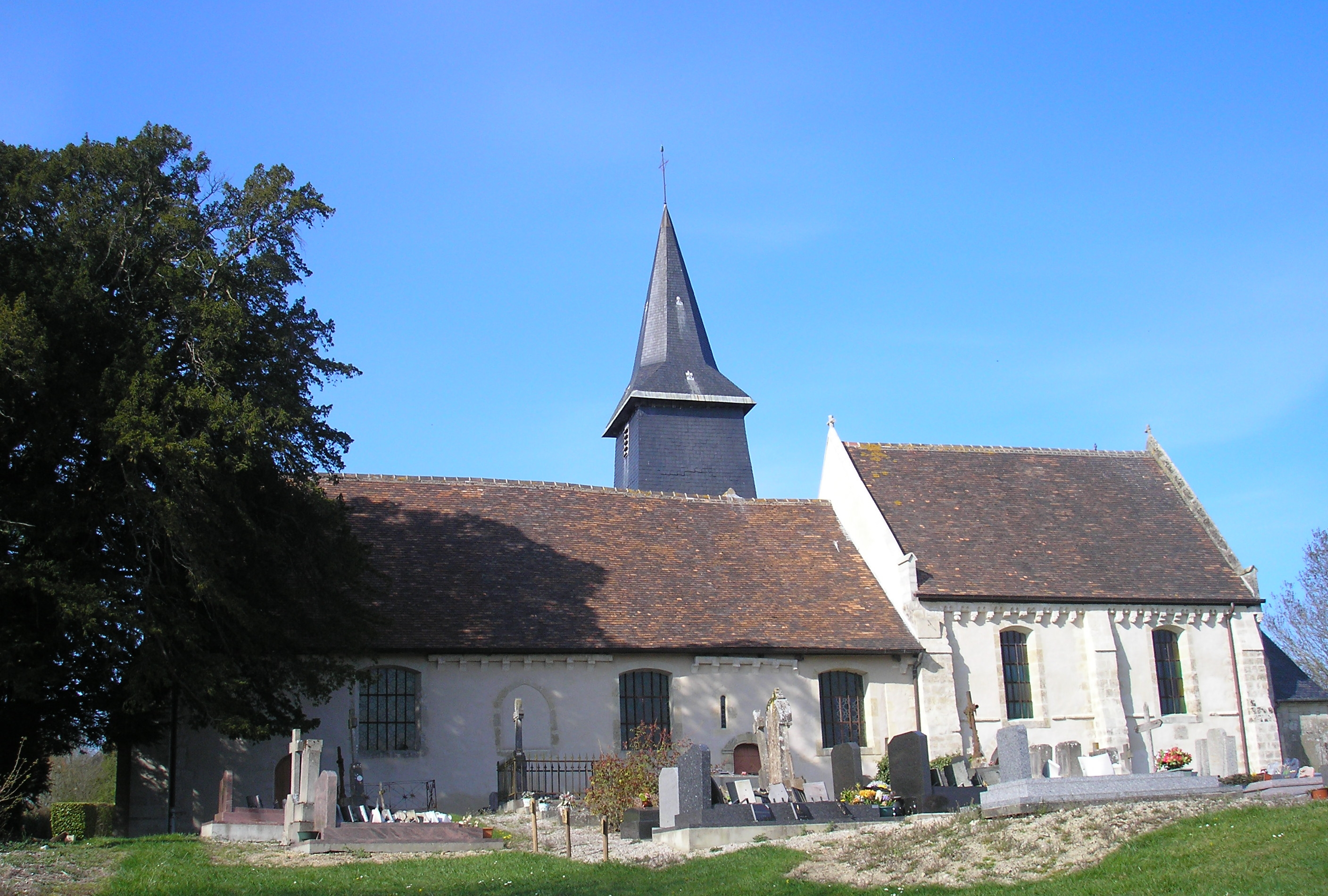
Kirche Saint-Blaise